# St. Albert (Heidelberg)

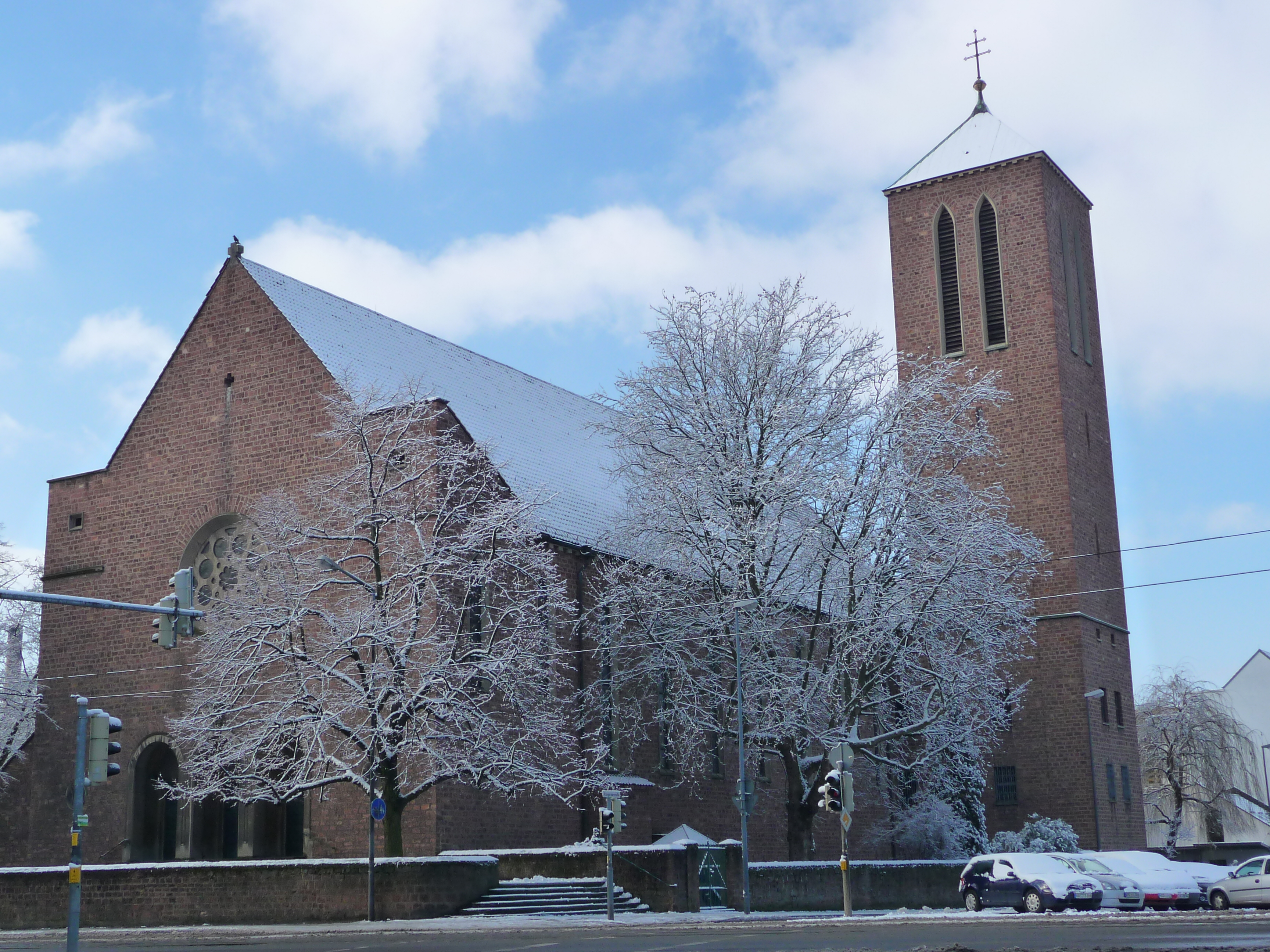
St. Albert von Nordosten

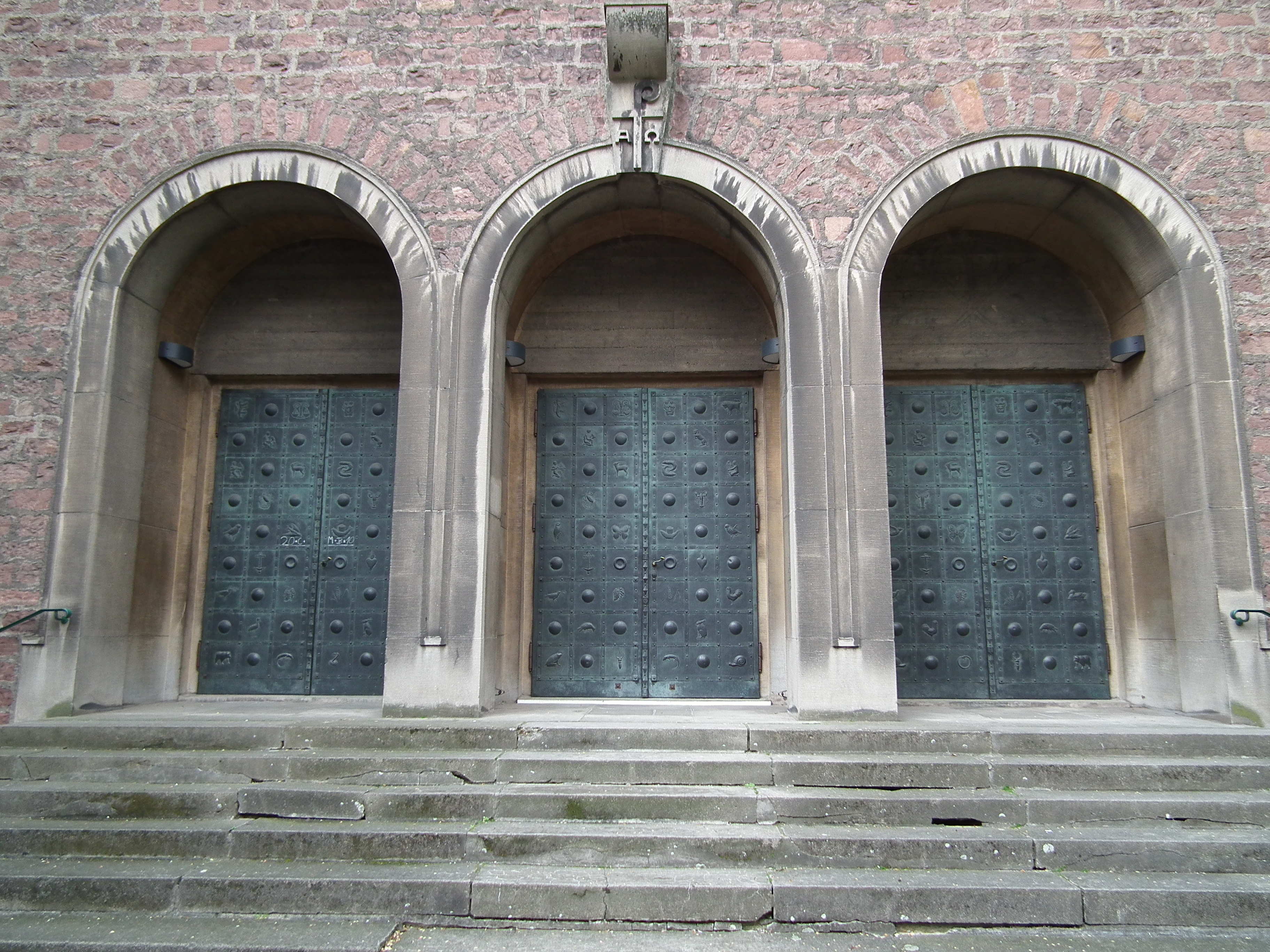
Das Hauptportal

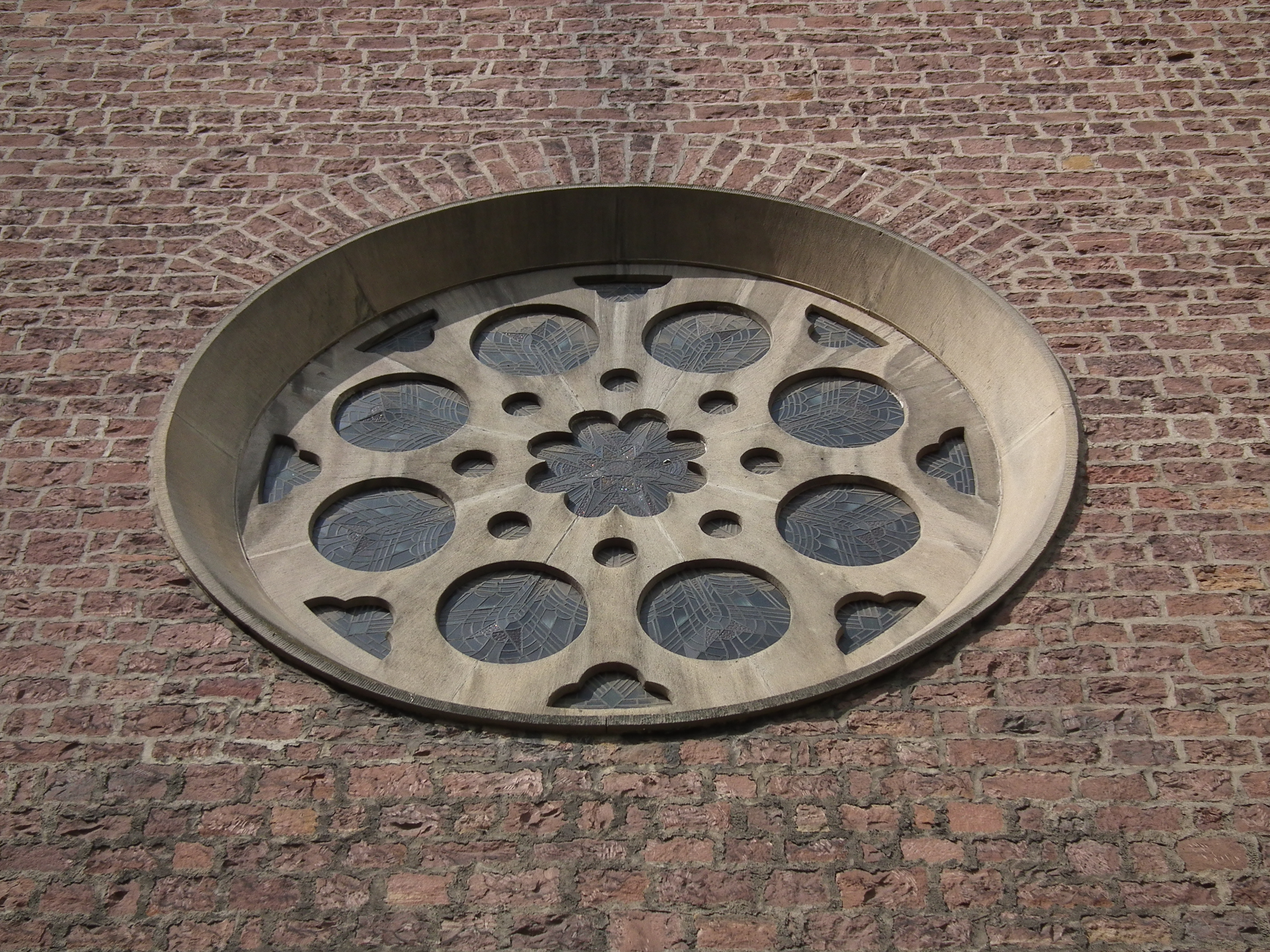
Die Fensterrose an der Eingangswand

St. Albert ist die katholische Pfarrkirche im Heidelberger Stadtteil Bergheim. Sie wurde in den Jahren 1933 bis 1935 nach Plänen von Franz Sales Kuhn errichtet und ist dem heiligen Albertus Magnus geweiht.

## Geschichte
Das 1392 aufgelöste Dorf Bergheim entstand erst gegen Ende des 19. Jahrhunderts wieder neu als Heidelberger Stadtteil. Die katholische Kirche des neuen Stadtteils wurde am südlichen Ende der 1928 eröffneten Ernst-Walz-Brücke errichtet. Entworfen wurde sie von Franz Sales Kuhn, der in Heidelberg schon das Alte Hallenbad und andere öffentliche und private Bauten entworfen und einen nicht realisierten Entwurf für St. Bonifatius abgeliefert hatte. Der Baugrund der Kirche sowie des südlich zur Bergheimer Straße hin angrenzenden Platzes (Albertusplatz, seit 2002 Alfons-Beil-Platz) war zuvor der Messplatz der Stadt gewesen. Ein neuer entstand 1931, gemeinsam mit einem Exerzierplatz, unweit vom alten Standort, am Neckar, angrenzend an die Verladeanlage der Kiesbaggerei Weber.
Am 29. Mai 1933 erfolgte der erste Spatenstich, im November 1934 wurde der erste Gottesdienst gefeiert. Am 26. Mai 1935 weihte der Freiburger Weihbischof Wilhelm Burger die Kirche. Seit 1936 war St. Albert eine Kuratie, 1948 entstand eine eigenständige Pfarrei. Kurat und anschließend langjähriger Pfarrer von St. Albert war Alfons Beil. Ab 2005 bildete die Pfarrei zusammen mit St. Bonifatius in der Weststadt und St. Michael in der Südstadt die Seelsorgeeinheit Philipp Neri. Seit 2015 ist St. Albert Teil der Gemeinde Philipp Neri.
1960/61 wurde die Kirche renoviert und umgestaltet, dabei wurde der ursprüngliche Altaraufbau entfernt, die Fensterrose im Chor zugemauert und stattdessen ein großes Wandbild angebracht. 2002 wurde der 700 Menschen fassende Innenraum, der kleiner gewordenen Gemeinde Folge leistend, neu geordnet.

## Beschreibung

### Architektur
Nach den zahlreichen historistischen Kirchenneubauten um die Jahrhundertwende gilt St. Albert als der erste moderne Kirchenbau in Heidelberg. Die denkmalgeschützte Kirche ist nach Westen orientiert mit dem Hauptportal zur Mittermaierstraße, das Schiff steht parallel zum Neckar. Unterhalb der Kirche befindet sich der Gemeindesaal mit gleichen Ausmaßen. Der aus kleinen Bruchsteinen gemauerte Bau hat klare kubische Formen, die schmalen Lanzettfenster und die Fensterrose über dem Portal zitieren gotische Stilformen.

### Innenraum
Das Innere ist ein einschiffiger, flachgedeckter Saal mit seitlichen Wandzungen mit Rundbogenöffnungen. Das von Rudolf Kaufhold 1961 geschaffene monumentale Altarbild zeigt den thronenden Christus in einer Mandorla, umgeben von Engeln, Propheten, den Symbolen der Evangelisten sowie dem heiligen Albertus Magnus, dem Kirchenpatron, dargestellt als Mönch, Bischof und Naturforscher. Altarkreuz, Tabernakel und Leuchter stammen von Theo Kämper. Der Volksaltar wurde bei der Neugestaltung 2002 auf einer verschiebbaren Altarinsel weit in den Kirchenraum vorgezogen und das Gestühl von drei Seiten darauf ausgerichtet.

### Orgel
Die Orgel wurde 1938 bis 1947 von Willy Dold aus Freiburg erbaut. Sie verfügt über 32 Register auf zwei Manualen und Pedal. Sie stellt eine Synthese zwischen deutscher und französischer Orgelromantik des 19. Jahrhunderts dar und folgt den Grundsätzen der Orgelbewegung. Der offene Orgelprospekt passt sich auf die Empore ein und umgibt die Fensterrose. Die Trakturen sind elektro-pneumatisch.
| I Hauptwerk C–c4 |                 |       |
| 1.               | Prinzipal       | 16′   |
| 2.               | Ital. Prinzipal | 8′    |
| 3.               | Rohrflöte       | 8′    |
| 4.               | Gemshorn        | 8′    |
| 5.               | Dulzianflöte    | 8′    |
| 6.               | Oktave          | 4′    |
| 7.               | Nachthorn       | 4′    |
| 8.               | Nazard          | 2 ⁄3′ |
| 9.               | Mixtur V-VI     | 2′    |
| 10.              | Trompete        | 8′    |
| 11.              | Clairon         | 4′    |

| II Schwellwerk C–c4 |                     |        |
| 12.                 | Quintatön           | 16′    |
| 13.                 | Prinzipal           | 8′     |
| 14.                 | Flute harmonique    | 8′     |
| 15.                 | Salizional          | 8′     |
| 16.                 | Schwebung           | 8′     |
| 17.                 | Praestant           | 4′     |
| 18.                 | Flute octaviante    | 4′     |
| 19.                 | Quinte              | 2 ⁄3′  |
| 20.                 | Oktavin             | 2′     |
| 21.                 | Terz                | 1 3⁄5′ |
| 22.                 | Mixtur IV           | 2 ⁄3′  |
| 23.                 | Scharf VI           | 1 ⁄3′  |
| 24.                 | Trompete harmonique | 8′     |
| 25.                 | Schalmei            | 4′     |
| 26.                 | Tremolo             |        |

| Pedalwerk C–f1 |                           |     |
| 36.            | Prinzipalbass             | 16′ |
| 37.            | Subbass                   | 16′ |
| 38.            | Echobass (WA Nr. 37)      | 16′ |
| 39.            | Oktavbass                 | 8′  |
| 40.            | Choralbass                | 4′  |
| 41.            | Posaune                   | 16′ |
| 42.            | Trompetbass (Ext. Nr. 41) | 8′  |

- Koppeln
  - Normalkoppeln: II/I, I/P, II/P
  - Suboktavkoppeln: II/I, II/II
  - Superoktavkoppeln: I/I, II/I, II/II, II/P
- Spielhilfen: zwei freie Kombinationen, feste Kombinationen (p, mf, f, tutti, Generalmutti), Registercrescendo, Abstellen
- Anmerkung

(WA Nr. 37) = Windabschwächung